# Grande Aulodia
Grande Aulodia est un double concerto pour flûte traversière, hautbois et orchestre symphonique de Bruno Maderna. Composé en 1969, il est créé le 7 février 1970 à Rome par le flûtiste Severino Gazzelloni, le hautboïste Lothar Faber et l'Orchestre symphonique de la RAI sous la direction du compositeur. L'œuvre est dédiée aux deux solistes, « in affettuosa amicizia ».

## Instrumentation
Le flûtiste joue aussi du piccolo, de la flûte en mi♭et de la flûte alto. Quant au hautboïste, il utilise également un hautbois d'amour, un cor anglais et une musette.
L'orchestre est composé :
- pour les bois : quatre flûtes (trois jouant du piccolo), trois hautbois et un cor anglais, une petite clarinette mi♭, deux clarinettes si♭, deux clarinettes basses, trois bassons et un contrebasson ;
- pour les cuivres : quatre cors, quatre trompettes, trois trombones, un tuba ;
- pour les percussions : timbales, deux xylophones, deux marimbas, un glockenspiel ;
- les cordes sont divisées en trois groupes égaux ayant chacun : six violons, trois altos, trois violoncelles, trois contrebasses.

## Analyse de l'œuvre
1. Premier mouvement
2. Deuxième mouvement
3. Troisième mouvement
4. Quatrième mouvement
5. Cinquième mouvement

- Durée d'exécution : trente minutes